# Кальчиновка (Донецкая область)
Кальчиновка (укр. Кальчинівка) — село на Украине, находится в Никольском районе Донецкой области.
Код КОАТУУ — 1421785003. Почтовый индекс — 87022. Телефонный код — 6246.

## Население
- 1859 — 412 чел.
- 1908 — 226 чел.
- 2001 — 144 чел. (перепись)

В 2001 году родным языком назвали:
- украинский язык — 96 чел. (66,67 %)
- русский язык — 45 чел. (31,25 %)
- молдавский язык — 1 чел. (0,69 %)
- венгерский язык — 1 чел. (0,69 %)

## Адрес местного совета
87022, Донецкая область, Никольский р-н, с. Новокрасновка, ул. Дзержинського, 42, 2-42-31